# Абака-хан
Абака, Абага (февраль-март 1234, Монголия — 1 апреля 1282, Хамадан, Улус Хулагу, Монгольская империя) — второй ильхан государства Хулагуидов (1265—1282).
Пришёл в Персию в 1256 году со своим отцом Хулагу, лидером монгольского завоевания Передней Азии. После смерти последнего был избран государем членами царствующего рода. Утверждение его великим ханом Хубилаем последовало только через пять лет. В 1265 году Абага получил руку дочери императора Михаила VIII Палеолога Марии Деспины, предназначавшейся первоначально в жёны Хулагу.

## Внешняя политика
При Абаке продолжались военные действия с Золотой Ордой. В 1266 году ильхан Персии приказал для защиты от нападений с севера построить стену на северном берегу реки Кура. Кавказские народы были покорены Абакой в 1278 году.
Начатая внуком Чингисхана Хулагу война с египетскими мамлюками была продолжена Абакой. Он пытался завязать отношения со врагами мамлюков, европейскими христианами, которые терпели от них поражение за поражением. Его послы появились в 1274 году в Лионе, в 1277 году — в Риме. В Европе эти стремления с радостью приветствовали. Абака - хан получил письма от короля Англии Эдуарда I Плантагенета (1274) и от пап Климента IV (1267), Григория X (1274) и Николая III (1277). Посольства Абака-хана были в Лионе (1274), в Италии (1276) и в Англии (1277). Представители Абака-хана присутствовали в 1277 году на Втором Лионском соборе. Однако до совместных действий против Египта дело не дошло.
Абака-хан несмотря на это продолжил войну с египетскими мамлюками. На западе султан Египта Бейбарс вторгся в Киликию и попытался избавить тюрскоязычных мусульман Анатолии от владычества монголов, но его встретила большая монгольская армия, и в 1277 г. он вернулся в Египет, где и скончался. В 1280 году монголы вторглись в Сирию и разрушили город Халеб. В следующем году брат Абаки Менгу-Тимур вступил в сражение с мамлюкским войском между Хамой и Хомсом, битва закончилась без явного победителя, обе стороны понесли большие потери и отступили.
На востоке войска Абаки добились значительных успехов. Вторжение большого чагатайского войска во главе с потомком Чагатая Борак-ханом в 1270 году было победоносно отбито близ Герата. Чтобы затруднить подобные вторжения в будущем, Абака в дальнейшем воспользовался начавшимися в Мавераннахре беспорядками и в 1273 году приказал разрушить город Бухару, который использовался нападавшими войсками как база для операций и надёжный тыл. Кроме Бухары он также разрушил Ургенч и Хиву и угнал из этих городов 50 тысяч пленных. Один из чагатайских царевичей, Текудер (из-за неправильного чтения часто называемый Никудер), получивший в удел часть Грузии, во время вторжения Борака хотел соединиться со своим родственником, но был разбит. Его отряды обосновались на востоке империи, опустошили ещё при жизни Абаки (1279) провинцию Фарс и ещё долгое время спустя угрожали Хорасану и соседним с ним областям.

## Внутренняя политика

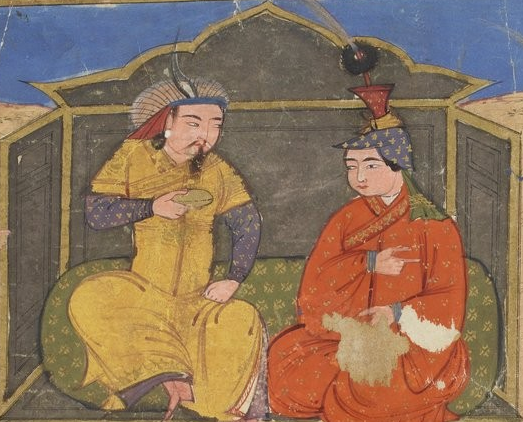
Абага вместе со своей женой (возможно с Дорджи-хатун)

Во внутренней политике покровительствовал христианству. Был женат на дочери императора Михаила Палеолога Марии. Старался удерживать мир между последователями ислама и другими религиями. Царствование Абаги в общем прошло мирно. Разорённому сельскому населению было дано большое снижение налогов. Абага предавался пьянству; его последней болезнью, от которой он умер 1 апреля 1282 года, была, по-видимому, белая горячка. Престол Ильханата наследовал его брат Текудер.